# Bomarea multiflora
La tetona pecosa de Nueva Granada (Bomarea multiflora) es una especie de planta fanerógama perteneciente a la familia de las Alstroemeriáceas.  

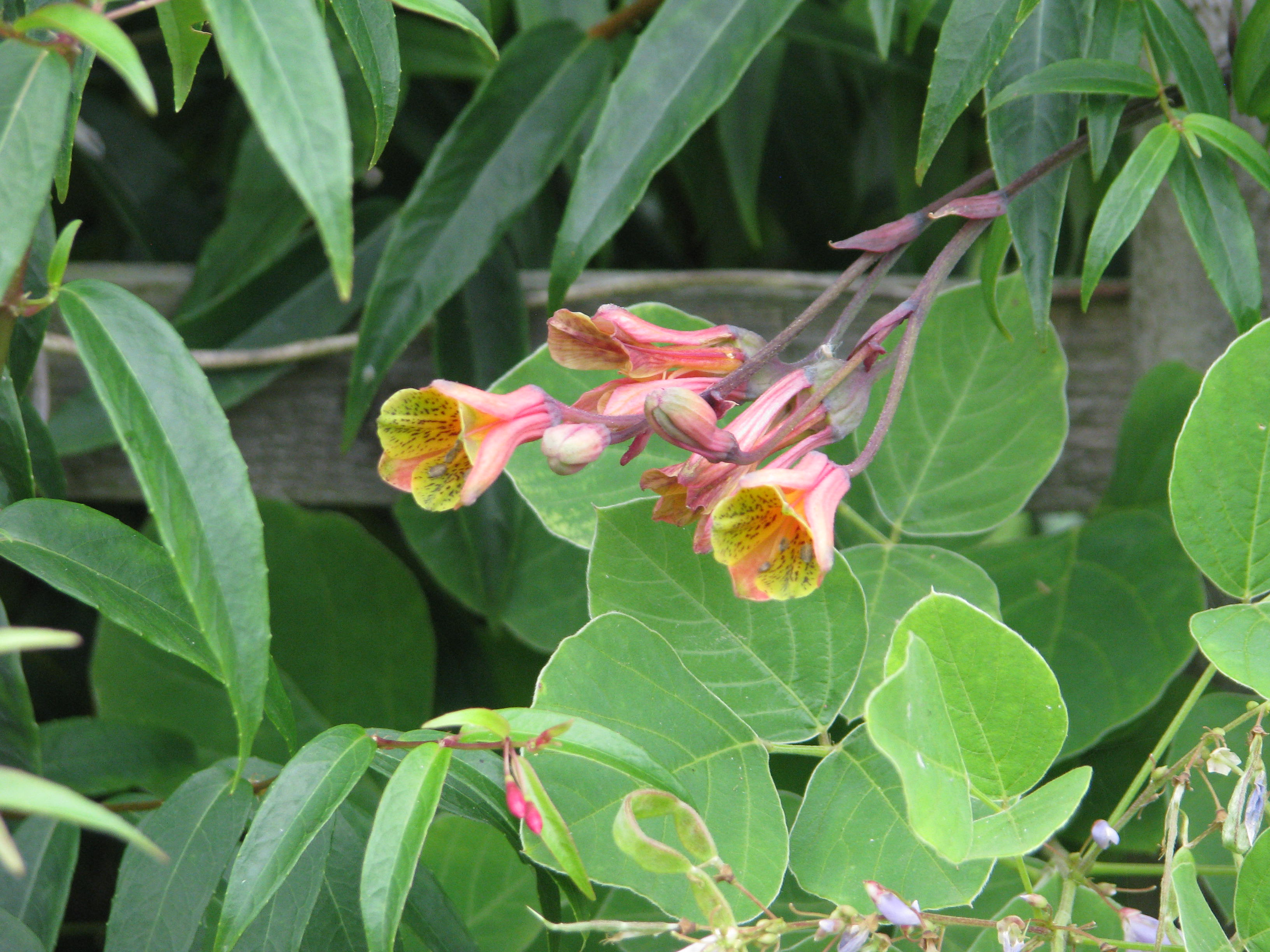
Vista de la planta

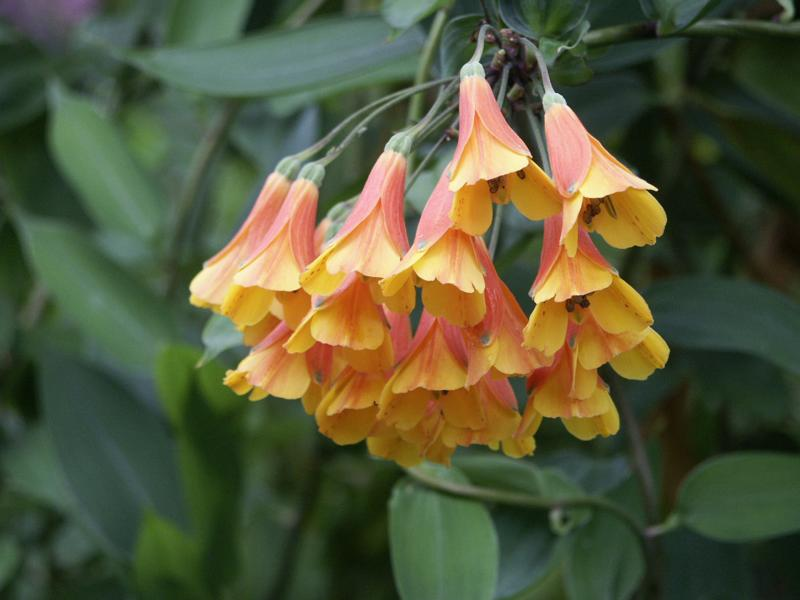
Flores

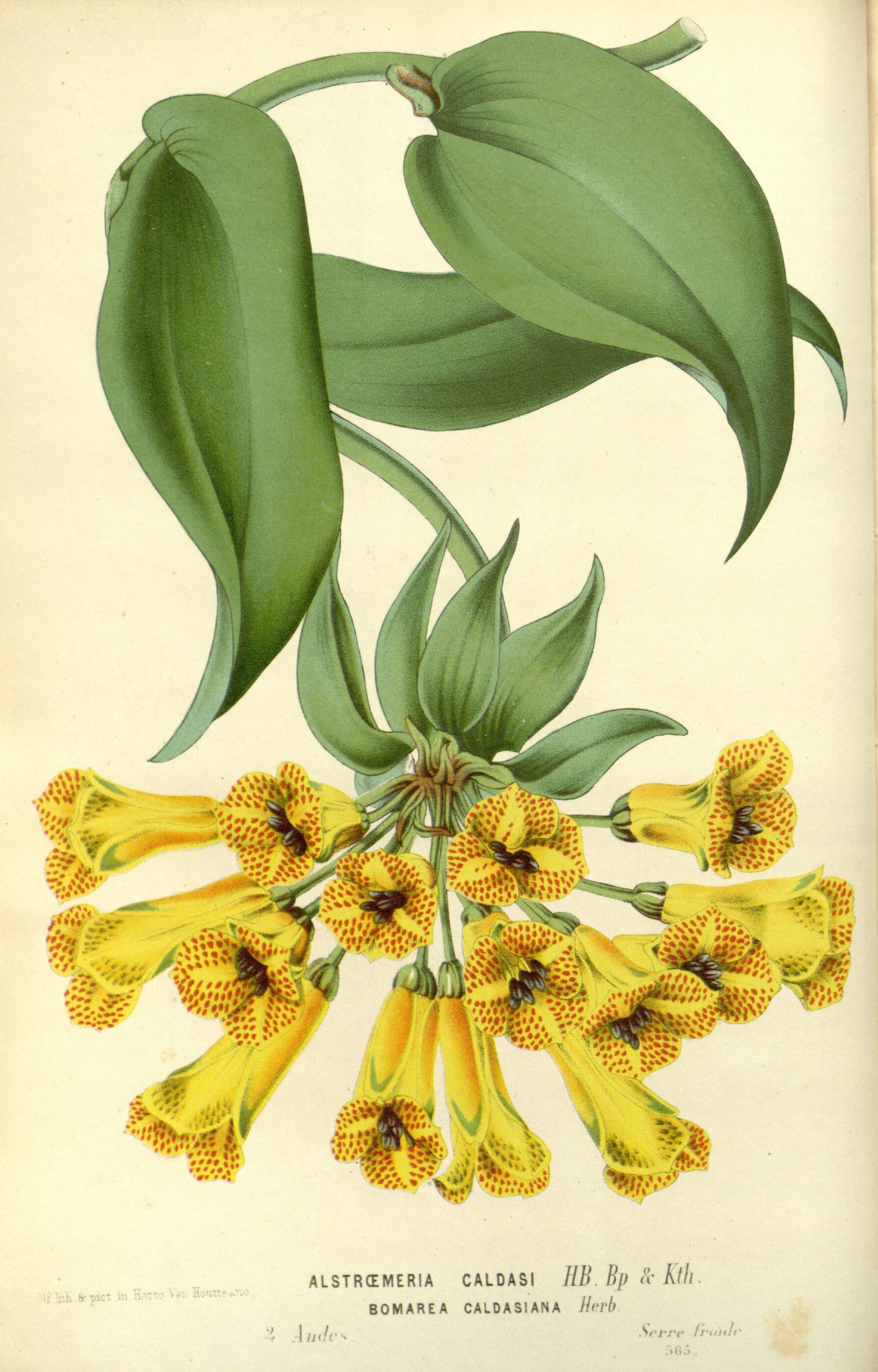
Ilustración

## Descripción
Es un bejuco nativo de Suramérica y conocida a partir de dos colecciones de grabados realizados por el Padre L. Sodiro en el cráter del Pululahua hace más de 100 años. Puede estar confinado al antiguo cráter, pero también podría encontrarse en las laderas occidentales de valle Mindo. La ubicación del holotipo es desconocida, no hay isotipos mencionados, y se ha sugerido que la especie puede ser una variedad de B. multiflora (Neuendorf en Jørgensen y León-Yánez 1999). La principal amenaza es la alteración del hábitat. No hay ejemplares de esta especie que se encuentren en museos ecuatorianos. La destrucción del hábitat es la única conocida amenaza para la especie.

## Distribución
Se distribuye por Bolivia, Colombia, Ecuador y Venezuela. 

## Taxonomía
Bomarea multiflora fue descrita por (L.f.) Mirb., y publicado en Histoire naturelle, générale et particulière, des plantes 9: 72. 1802.
Etimología
Bomarea: nombre genérico que está dedicado al farmacéutico francés Jacques-Christophe Valmont de Bomare (1731-1807), que visitó diversos países de Europa y es autor de “Dictionnaire raisonné universel d’histoire naturelle” en 12 volúmenes (desde 1768).
multiflora: epíteto latíno que significa "con muchas flores".
Sinonimia
- Alstroemeria bredemeyeriana Willd. ex Kunth
- Alstroemeria caldasiana (Herb.) Hemsl.
- Alstroemeria caldasii Kunth
- Alstroemeria floribunda Kunth
- Alstroemeria multiflora L.f.	basónimo
- Alstroemeria purpurea Willd. ex Steud.
- Bomarea ambigua Sodiro
- Bomarea borjae Sodiro
- Bomarea caldasiana Herb.
- Bomarea caldasii (Kunth) Herb.
- Bomarea caldasii (Kunth) Asch. & Graebn.
- Bomarea caldasii var. quitensis Killip ex Diels
- Bomarea floribunda (Kunth) Herb.
- Bomarea foliolosa Kraenzl.
- Bomarea frondea Mast.
- Bomarea halliana Herb.
- Bomarea microcephala Sodiro
- Bomarea oligantha Baker
- Bomarea rigidifolia Sodiro
- Bomarea turneriana Herb.
- Bomarea vegasana Killip
- Bomarea vestita Baker[5][6]